# Lolita (moda)

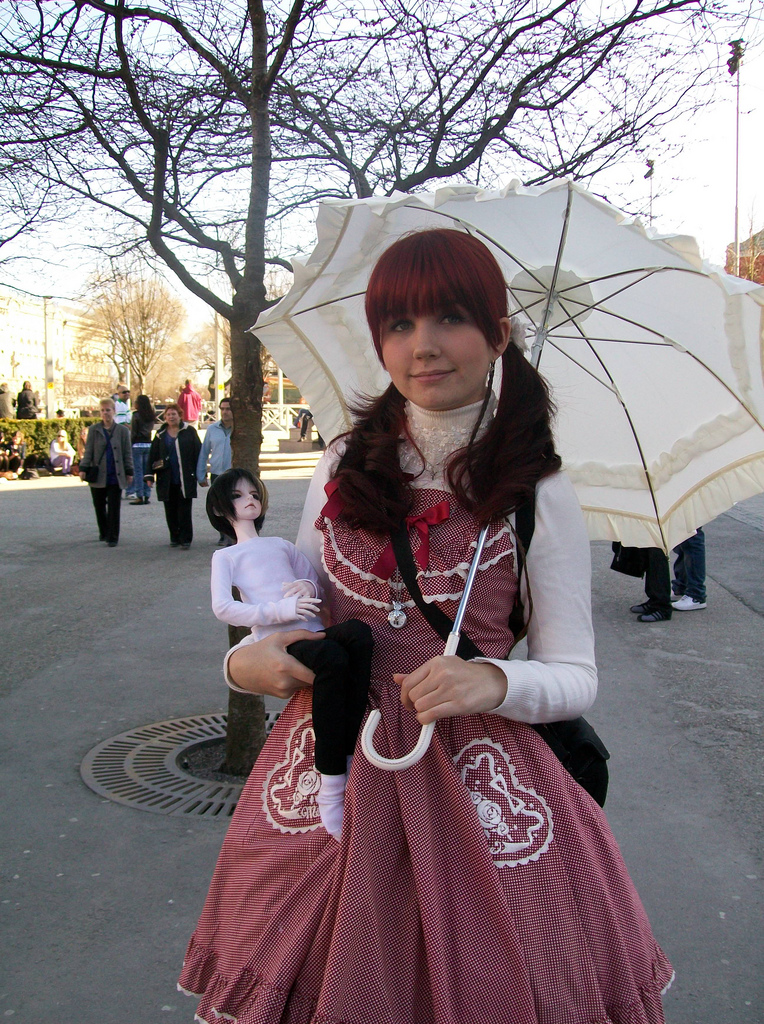
Uma típica "lolita" em Estocolmo, na Suécia

Lolita  é um estilo japonês de moda cujas primeiras manifestações apareceram no fim da década de 70 e começo da década de 80. Inspiradas em parte na cultura 'kawaii' (fofa ou adorável) japonesa e na nostalgia de outros tempos - sejam períodos históricos (vitoriano ou Rococó) ou simplesmente da própria infância - as lolitas se dividem em vários sub-estilos.
O estilo é caracterizado por saias rodadas no comprimento do joelho, em diversas formas(dependendo do sub-estilo) e suportadas por armações, renda de boa qualidade (geralmente algodão), cabelos cacheados e/ou acompanhados a uma franja reta e tecidos pouco brilhantes são comuns a todos os estilos.
Entre os tecidos mais usados, o que predomina é o algodão. Tricoline e até chiffon podem ser usados, além de outros tecidos de fibras naturais e de boa qualidade.
Tecidos brilhantes como cetim não são usados, pois podem dar uma aparência barata ou vulgar, para uma Lolita.

## Subcategorias
Uma lolita não precisa ser totalmente fiel a um único sub-estilo, a não ser que ela queira. Os mais comuns são:

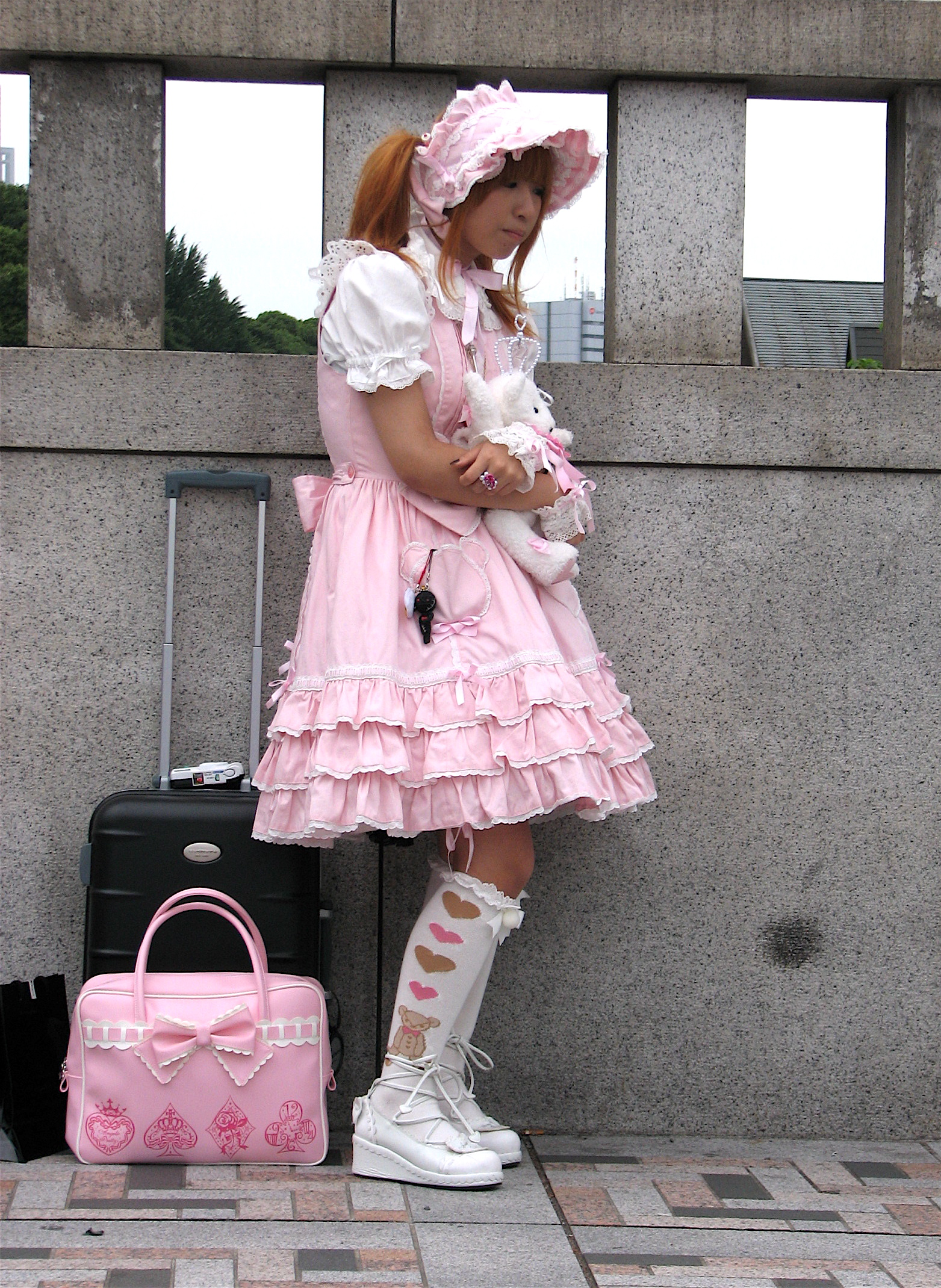
Uma lolita old-school sweet

- Uma lolita old-school sweetSweet Lolita - Também conhecido como ama-loli em japonês. Sweet, do inglês "doce", é o estilo dito "fofo", que usa cores como tons em rosa, tons pastel e por vezes marrom ou preto. Sempre com motivos fofos e uma armação em formato de sino, é o estilo que mais procura a inspiração na infância, com suas estampas de doces e animais.

- Classic Lolita - É o estilo clássico, que remete às modas vitoriana e rococó originais e usa saias A-line. As cores mais utilizadas são tons envelhecidos. O marrom e rosa-velho são comuns, e os motivos mais populares são as estampas florais.

- Gothic Lolita - Também conhecido como goth-loli, em japonês. É a mistura do "gótico" com a moda lolita, criada por Mana, fundador da marca Moi Méme Moitié. As cores utilizadas são escuras e elegantes, onde obviamente o preto predomina. Cores vibrantes podem dar um ar vulgar contrastadas com preto, por isso cores pálidas e sóbrias são recomendadas. Apesar da inspiração da moda gótica, a maquiagem deve continuar leve e natural, sem excesso de sombra preta e batons muito escuros.
- Old-school lolita - O estilo que é baseado em como se vestiam lolitas aproximadamente na década de 2000. Eram muito raras as estampas nos vestidos na época. As saias eram geralmente mais curtas(no mínimo no joelho) e tinham o primeiro formato usado em saias que era "cupcake" ou formato old-school, as decorações de vestidos mais comuns eram rendas e babados, saltos tipo rocking horse eram comuns e as bolsas costumavam ser quadradas.

Outros estilos são menos comuns, mas igualmente usados no dia-a-dia:
- Country Lolita - É um estilo mais "fresco" e modesto, usado geralmente em épocas quentes como o verão, traz chapéus e bolsas de palha com rendas e laços, estampas e motivos florais, de frutas ou um xadrez delicado, como gingham.

- Casual Lolita - Casual Lolita é uma forma de usar o estilo com as roupas diárias e comuns. Por exemplo: saias em formato de sino, como o estilo exige, com rendas, lacinhos e babados e uma camiseta baby look com estampa fofa. Nunca tênis, sapatos (mas não sapatilhas). Sapatos boneca simples e com saltos baixos caem bem melhor.

- Hime Lolita - Estilo que mais remete à imagem de princesas européias. Apesar de muito parecido com o Sweet Lolita, em especial pelas cores, diferencia-se pelos modelos de vestido, acessórios (coroas, tiaras, pérolas) e até mesmo pelo penteado.

- Shiro Lolita - considerada por alguns subdivisão do sweet lolita, uma roupa shiro Lolita é composta apenas de branco, já que shiro, do japonês significa branco.

- Kuro Lolita - também considerada subdivisão do sweet lolita por algumas pessoas, é o oposto de um outfit Shiro Lolita, simplesmente uma lolita vestida somente de preto.

Os seguintes estilos são usados geralmente em photoshoots ou em encontros/eventos, o que não os impede de serem usados no dia-a-dia, mas não é comum.

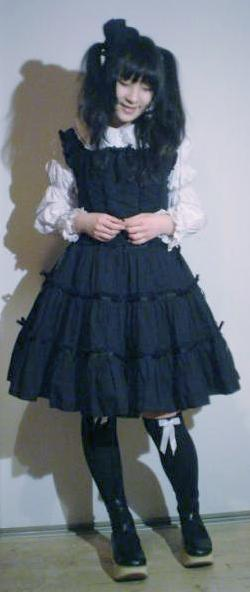
Uma lolita gothic

- Uma lolita gothic Guro Lolita - as guro lolitas (termo japonês que corresponde à grotesque lolita)é uma lolita que usa bandagens, sangue falso e afins, o que pode dar um ar de boneca quebrada à lolita "comum".

- Ero Lolita Ero é a abreviação de erótico, um termo muito controverso na moda Lolita. Apesar do nome, um outfit Ero Lolita não é composto de lingerie ou saias curtíssimas, já que as regras Lolita estão acima de qualquer inspiração. Corsets podem ser usados, mas sempre com uma blusa por baixo, e também os decotes são um pouco maiores, ainda assim não chegando na linha do busto. A saia pode ser quatro ou cinco dedos acima do joelho, mas é bom balancear o tanto de pele mostrada para não parecer vulgar.

- Wa Lolita e Qi Lolita O primeiro sub-estilo é baseado na combição entre acessórios japoneses e a roupa tradicional com a moda Lolita, onde as mangas dos vestidos e a gola transpassada lembram os kimonos e contrastam com a saia volumosa. Já a Qi Lolita tem praticamente o mesmo conceito de Wa Lolita, com a diferença de que os acessórios e vestidos são inspirados na vestimenta tradicional chinesa. Ambos são comumente usados em eventos, não diariamente.

- Deco Lolita Uma mistura do estilo Decora com o Lolita. Usa-se muitos acessórios variados e coloridos como prendedores de cabelo, laços enormes na cabeça, perucas e estampas coloridas. As cores são geralmente em tons pastel, e cores cítricas, fluorescente ou muito chamativas são usadas com extrema moderação ou evitadas.

- Brolita Esse estilo se destaca unicamente no fato de que os homens também usam roupas femininas Lolita, em qualquer estilo descrito acima. Pode ser considerado como uma forma de transvestism. Os principais expoentes dessa forma são Novala Takemoto e Mana, também outros artistas como Hizaki e Kaya.

Fora do Japão, há controvérsia dadas as percepções sociais que carrega o vestido de acordo com o cânone do gênero oposto, como adelantadamente supor que essas crianças são homossexuais. Escusado será dizer que esta forma de lolita é independente de qualquer orientação sexual e identidade de gênero pode ser, em caso afirmativo, ideologias ou preferências que você tem são próprio estilo único que usam causas.
- Sailor Lolita Se trata de um estilo de lolita em que se veste inspirado por marinheiros. Isso pode incluir colares de marinheiro e gravatas, chapéus de marinheiro, e listras. Não deve ser confundido com o comum "seifuku" japonês ou uniforme escolar estilo marinheiro.

## Elegant Gothic Lolita
É o nome que Mana, o ex-guitarrista do Malice Mizer e atual guitarrista de seu projeto solo Moi dix Mois deu às roupas de sua grife, a Moi-même-Moitié.
As roupas costumam ser mais discretas e refinadas do que as de uma Gothic Lolita.
Note que no Japão não se diz "eu sou uma EGL" ou "estou vestido de EGL", já que o estilo continua sendo Gothic Lolita.

## Cultura Lolita
O mundo das lolitas, como às vezes as pessoas que se vestem segundo o estilo se denominam, tem base na época Vitoriana, no Rococó e em certo saudosismo quanto à modéstia e elegância das roupas. Há também a intenção de se parecer infantil em boa parte dos estilos, com saias rodadas, sempre na altura dos joelhos, rendas, laços e babados. No Brasil, as pessoas muitas vezes têm de recorrer à costureiras e às poucas marcas japonesas (e americanas)como Baby the Stars Shine Bright,Angelic Pretty e Innocent World que exportam, além de lojas nacionais de costura "caseiras" que atuam pela internet.

## Polêmicas com o nome "Lolita"
“Lolita” é um nome próprio ou apelido com origem na língua espanhola, diminutivo de Lola ou Dolores, porém muitas vezes interpretado como uma referência à personagem do livro de Vladimir Nabokov e sinônimo de ninfeta. Embora Gothic Lolitas geralmente sejam adolescentes e jovens adultas, as seguidoras do estilo não o consideram sensual e se incomodam quando ele é interpretado desta maneira. Tentativas de mudar a visão do público geral sobre o estilo Lolita, desvinculando-o da ideia de uma garotinha sensual e tentadora, são frequentes entre as Lolitas ocidentais e mesmo japonesas.
O uso da palavra pode ser considerado como wasei-eigo, o uso de palavras originárias do inglês para gerar um neologismo ou ganham outro significado em japonês. Uma teoria é que a interpretação venha do termo Lolita Complex ('Complexo de Lolita), cunhado em 1966 por Russell Trainer, se referindo à atração romântica ou sexual por garotas jovens: a referência ao livro de Nabokov teria sido perdida, levando o público japonês a pensar que 'lolita' seria um termo ocidental equivalente a shōjo' (少女, 'menina', 'moça'). Juntando este engano o à imagem ocidental/européia que a moda Lolita apresentava, é possível que este tenha sido nomeado com a intenção de dar a ideia de uma estereotipada 'shōjo' ocidental. Atualmente, japoneses usam o termo Lolicon (ロリコン, rorikon), derivado de 'Lolita complex' para se referir à pedófilos ou pornografia infantil, ou seja, sem correlação com o dito "comportamento sedutor" tão associado à personagem do livro.
Quanto à uma possível erotização do estilo Lolita, há o Ero Lolita (erotic + lolita), que usa de influências menos ingênuas. Em Ero Lolita é comum o uso de saias rodadas ligeiramente mais curtas, cinta-liga à mostra, gargantilhas, tecidos rendados, espartilhos, etc. (de preferência, não todos ao mesmo tempo), ou seja, elementos que seriam considerados "sensuais" de uma forma antiquada – mas a vulgaridade, ainda assim, passa longe. Lolitas em geral se apresentam com uma aparência que remete a moças vitorianas, bonecas de porcelana, princesas ou jovens recatadas, e preferem parecer ‘meigas’ a ‘sexy’. Para muitas pessoas, é considerado um estilo de moda com conotações feministas,principalmente pela falta de exposição do corpo ou sexualização, por ser um meio quase exclusivamente feminino (feito em sua maioria por mulheres e para mulheres) e pela autoconfiança necessária para se entrar em um meio alternativo.